# Калигаевка
Калигаевка — упразднённый в 1964 году  населённый пункт Бяковского сельсовета Брасовского сельского района в Брянской области РСФСР СССР. На 2021 год — на территории Навлинского городского поселения Навлинского района.

## География
Расположена в 6 км к северу от железнодорожной станции Навля, в 2 км к юго-западу от платформы Калигаевка на линии Брянск-Навля.

## История
Возник в 1920-е годы. 
До 1960 года Калигаевка входила в состав Навлинского сельсовета. 27 января Решением Брянского облисполкома об объединении Бяковского и Навлинского сельсоветов Навлинского района в Бяковский сельсовет вошли п.п. Березинка, Вязовка, Красный Отпускник, Ужинец, Ходужец, ст.Калигаевка, блокпоста, кордонов 48-го, 82-го, 156-го, кварталов у Навлинского с/с.
До 1963 года входила в состав Навлинского района. На момент упразднения относилась к Брасовскому району.
Решением Брянского сельского облисполкома от 11 мая 1964 года деревня Калигаевка Бяковского сельсовета Брасовского сельского района исключена из учетных данных (ГАБО. Ф.Р-6. Оп.4. Д.597. Л.143.).

## Население
Максимальное число жителей - 50 человек (1926).

## Инфраструктура
Путевое хозяйство. Остановочный пункт Калигаевка. 

## Транспорт
Железная дорога. На карте РККА N-36 1941 года отмечена лесная дорога.